# مدشل (يافع)

تعديل مصدري - تعديل

مدشل هي إحدى قرى عزلة لبعوس بمديرية يافع التابعة لمحافظة لحج، بلغ تعداد سكانها 55 نسمة حسب تعداد اليمن لعام 2004.